# Robert Broadnax Glenn
Robert Broadnax Glenn, född 11 augusti 1854 i Rockingham County, North Carolina, död 16 maj 1920 i Winnipeg, Manitoba, var en amerikansk politiker (demokrat). Han var guvernör i North Carolina 1905–1909.

## Biografi
Glenn studerade först vid Davidson College och fortsatte sedan studierna vid University of Virginia. I North Carolina fanns i Glenns ungdom en juridikskola som hade grundats av domaren Richmond Mumford Pearson. Där studerade Glenn juridik och inledde därefter sin karriär som advokat. Glenn var elektor i 1884 och 1892 års presidentval.
Glenn tillträdde 1893 som federal åklagare. I delstatens senat 1899–1900 förespråkade han fråntagandet av rösträtten från afroamerikanerna. I guvernörsvalet 1904 besegrade han republikanen  C.J. Harris. Glenn framträdde som en hängiven förespråkare för alkoholförbud. Lagen om alkoholförbud trädde i kraft i North Carolina år 1908 till stor del tack vare Glenns insatser. Även ett förbud mot lynchningar instiftades. Efter att ha lämnat guvernörsämbetet år 1909 arbetade Glenn som advokat i Winston-Salem.